# Alfred Zucker
Alfred Zucker (ur. 23 stycznia 1852 we Freiburgu in Schlesien, zm. 2 sierpnia 1913 w Buenos Aires) – niemiecki i amerykański architekt.

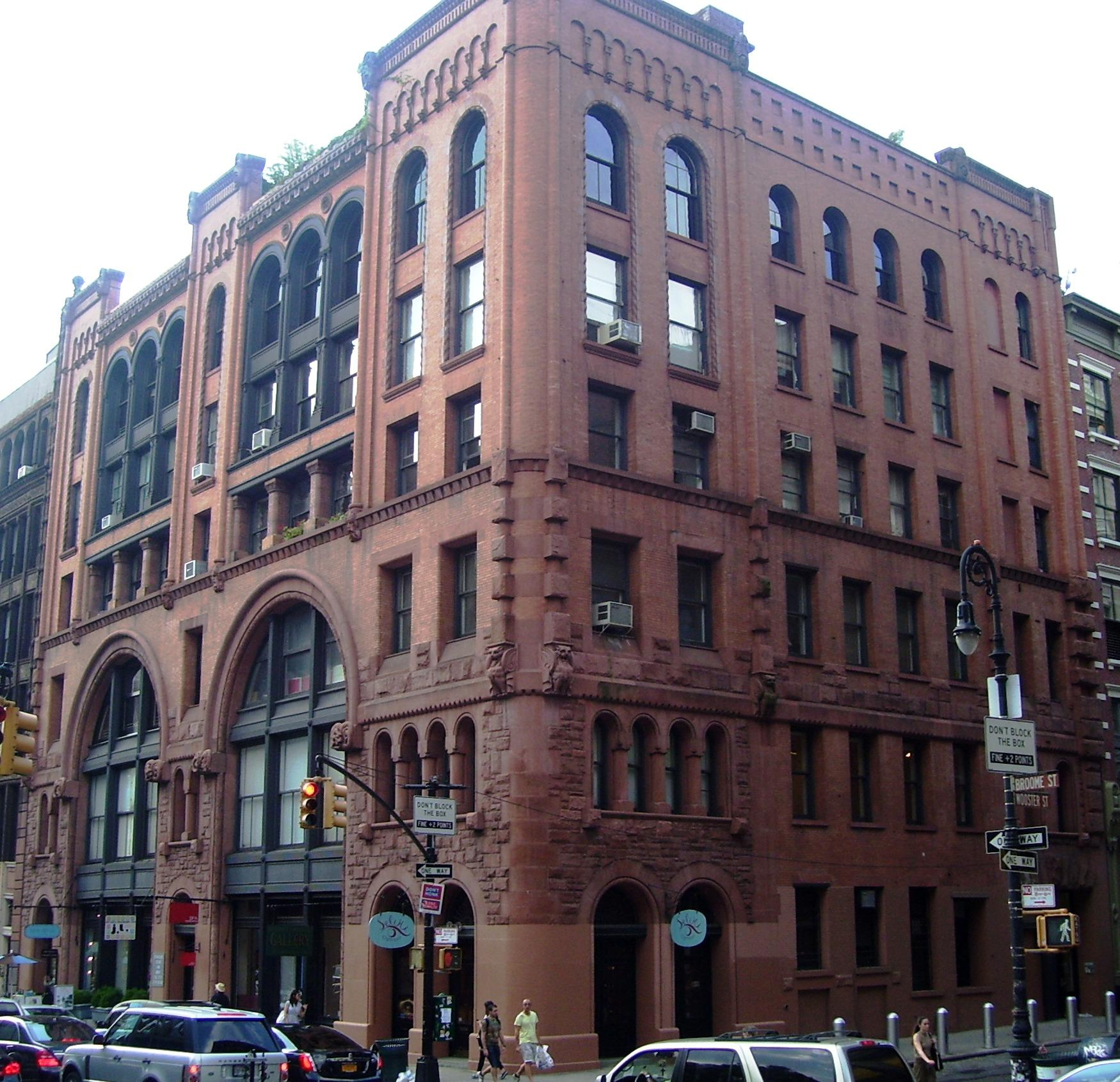
Budynek przy 484 (484-490) Broome Street w Nowym Jorku

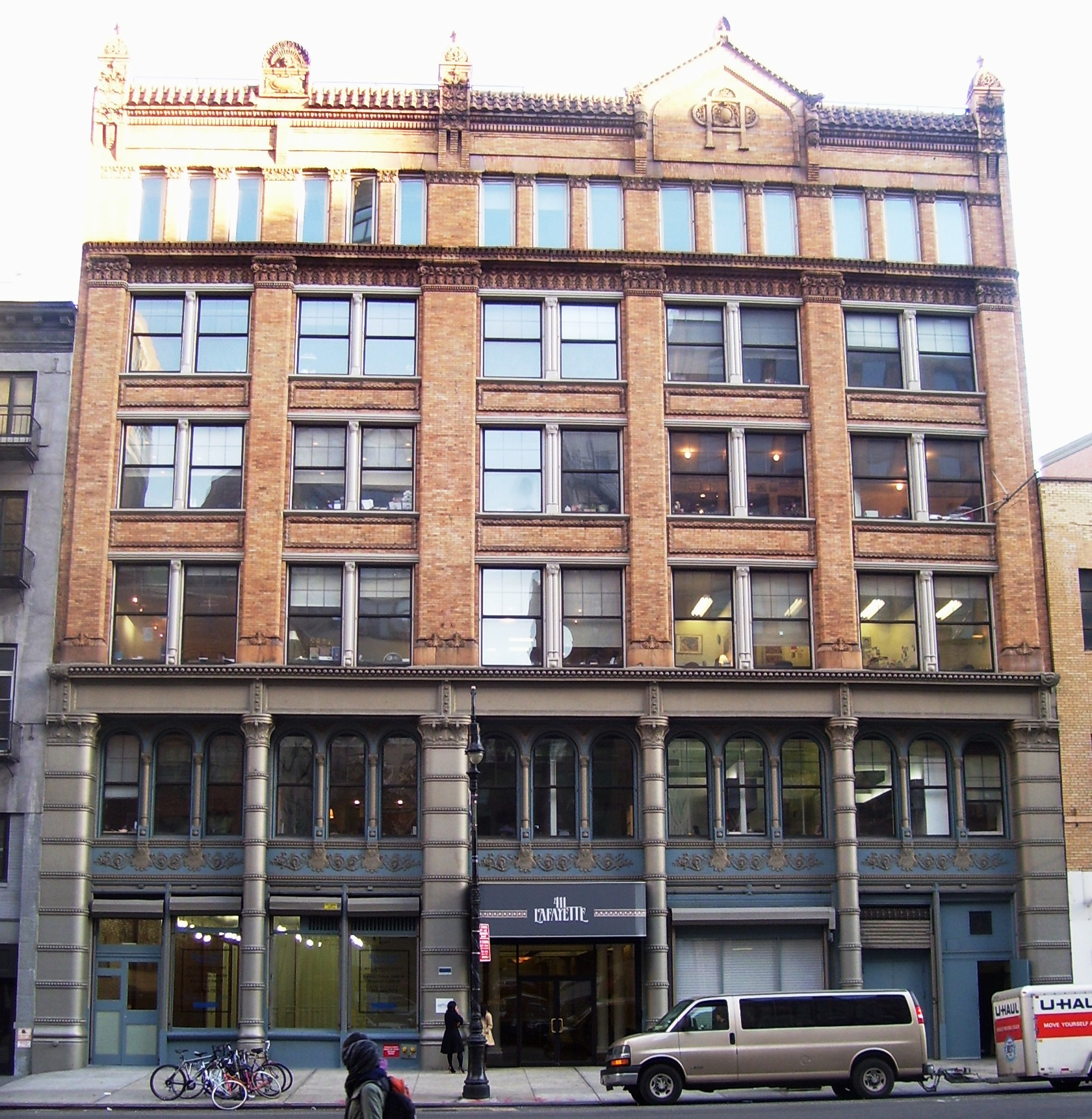
Budynek przy 411 Lafayette Street w Nowym Jorku

## Życiorys
Studiował na Politechnice w Akwizgranie, a następnie na Politechnice w Hanowerze i w Berlińskiej Akademii Budownictwa, którą ukończył w 1872. Przez krótki okres pracował dla kolei pruskich, a następnie wyemigrował do Stanów Zjednoczonych. Zamieszkał w Nowym Jorku i otrzymał pracę w Biurze Nadzoru Architektonicznego przy Departamencie Skarbu Stanów Zjednoczonych, współpracował z Alfredem B. Mullettem i Williamem Appletonem Potterem w Waszyngtonie. Od 1876 do 1882 pracował dla „Vicksburg & Meridian Railroad”, a od 1883 prowadził własną pracownię architektoniczną. W 1888 zaprojektował niemiecko-żydowski Progress Club, a następnie Majestic Hotel przy Central West Park. W następnych latach zaprojektował liczne budynki na Dolnym Broadwayu, aby zwiększyć dochody rozpoczął w 1902 współpracę z Jamesem Riely Gordonem. Niestety spółka nie spełniła finansowych oczekiwań, podejrzewany przez wspólnika o oszustwo na kwotę przekraczającą 100 tys. dolarów Alfred Zucker uciekł w 1904 ze Stanów Zjednoczonych do Montevideo w Urugwaju. Stamtąd przeprowadził się do Buenos Aires w Argentynie, gdzie pracował jako architekt do śmierci w 1913.